# Morová epidemie v českých zemích 1679–1681
Morová epidemie v českých zemích v letech 1679–1681 byla rozsáhlou morovou epidemií, která postihla oblast zemí Koruny české mezi lety 1679 a 1681, a které zde padlo za oběť podle odhadů až sto tisíc lidí. Rozšířila se sem z Dolního Rakouska přelivem tzv. Velkého vídeňského moru, nejhůře zasaženou lokalitou pak byla Praha a střední Čechy. Epidemie byla předposlední velkou morovou nákazou v historii českých zemí, následovaná epidemií v letech 1714–1716. 

## Průběh
První případy onemocnění se ve Vídni objevily na jaře roku 1679 v městské části Leopoldstadt, s postupujícím teplým obdobím se odtud rychle rozšířily do celé sídelní oblasti města a počet jeho obětí nadále rostl. Císař Leopold I. proto dočasně uprchl se svým dvorem počátkem roku 1680 do Prahy.
Mor se však již koncem roku 1679 rozšířil z Vídně na Moravu a do jižních Čech. Na jaře 1680 byla nákazou zasažena hustě osídlená Praha, tehdy mající přibližně šedesát až osmdesát tisíc obyvatel. K šíření nemoci zde, podobně jako jinde, přispívala také nedostatečná hygiena, mor se pak šířil prostřednictvím hlodavců, zejména potkanů. Řada obyvatel, údajně až deset tisíc, před morem z města uprchla, včetně lékařů. Naopak několik jich ve městě zůstalo a s nasazením života proti smrtelné nemoci pomáhali potřebným: např. Šebestián Kristián Zeidler, pozdější rektor pražské Ferdinandovy univerzity, nebo Jissachar Beer Teller, lékař pražských Židů, a několik dalších. Dle úředních záznamů zde zemřelo dvanáct tisíc lidí, téměř třetina obyvatel města, včetně několika významných osobností zdejšího společenského či uměleckého života. 
Neboť kapacity hřbitovů byly během epidemie naplněny, bylo roku 1680 zřízeno v lokalitě někdejší vsi Olšany u Prahy morové pohřebiště, při němž vznikl roku 1682 kostel sv. Rocha, zasvěcený právě sv. Rochovi, patronovi nemocných morem. Tato lokalita se dalším rozšiřováním přeměnila na největší souvislé pohřebiště v Česku, tzv. Olšanské hřbitovy. Židovský morový hřbitov byl založen poblíž, dnes se zde nachází Žižkovský vysílač.
Silně byly postiženy i střední Čechy, nejvíce u hlavních silnic, kde byla místy úmrtnost i přes 50 %. Naopak horským oblastem se mor spíše vyhnul.
Nákaza rovněž přispěla k vypuknutí četných selských povstání během roku 1680. Částečně vedla k reorganizaci péče o hygienu a čistotu ulic.

## Úmrtí
Epidemie si v součtu dle odborných odhadů vyžádala asi 100 tisíc obětí.

### Osobnosti zemřelé následkem epidemie
- Tomáš Pešina z Čechorodu (1629–1680) – katolický duchovní, dějepisec a spisovatel
- Bedřich Bridel (1619–1680) – barokní spisovatel, básník a jezuitský misionář, nakazil se při pomoci nemocným v Kutné Hoře
- Matěj Zimprecht (1624–1680) – malíř figuralista
- Johann Heinrich Schmelzer (1620/3–1680) – hudební skladatel a houslista
- Matyáš Macht z Löwenmachu – primátor Starého Města Pražského

## Památky
Po odeznění moru byla na v zemích Koruny české vztyčena řada morových a trojičních sloupů, podobně jako na území celé Habsburské monarchie, často ovlivněných monumentálním vídeňským morovým sloupem, postaveným během let 1687–1693.

### Morové sloupy vztyčené po epidemii (výběr)
- Morový sloup v Brně
- Morový sloup v Lomnici (okres Brno-venkov)
- Morový sloup v Jablonném v Podještědí
- Sloup Nejsvětější Trojice v České Lípě
- Sloup svaté Anny v Mostě
- Kašna se sochou svatého Josefa na Karlově náměstí v Praze
- Mariánský sloup v Kroměříži
- Mariánský sloup v Mladé Boleslavi
- Mariánský sloup v Bělé pod Bezdězem